# New Edition
I New Edition (abbreviato: N.E.) sono un gruppo R&B afro-americano originario di Boston, nato come boy band nel 1978, scioltosi nel 1997 e ricostituitosi nel 2003.

Componenti originari erano Ricky Bell, Michael Bivins, Bobby Brown (fondatori del gruppo), Ralph Tresvant e (dal 1980) Ronnie DeVoe.  A questi si sono aggiunti in seguito Johnny Gill.
All'apice della popolarità soprattutto negli anni ottanta, tra i loro brani di maggiore successo figurano Candy Girl (1983) e Cool It Now (1984).

## Storia

### La formazione
Guidati dal produttore Maurice Starr, il gruppo era formato da Bobby Brown, Michael Bivins e Ricky Bell, che allora viveva nei progetti di edilizia Orchard Park (popolarmente noto come "The Bricks", come molti progetti abitativi nella zona di Greater Boston) nel 1978 . Due altri bambini del vicinato Travis Pettus e Corey Rackley erano anche una parte del gruppo originale con Ricky, Michael, e Bobby, ma hanno lasciato il gruppo nella fase iniziale. Ben presto fece parte del gruppo anche l'amico Ralph Tresvant. Ralph è diventato rapidamente il loro cantante. Avrebbero presto incontrato un giovane manager del gruppo locale di nome Travis Gresham e coreografo Brooke Payne, che avrebbe dato loro il nome di "New Edition", nome per indicare che erano una nuova edizione dei Jackson 5.

### Gli inizi (1982-1985)
Il gruppo si esibì in tutto il Massachusetts e poi si esibirono ad un talent show diretto da Maurice Starr. Il primo premio era di $500 più un contratto discografico. Anche se i New Edition si qualificarono secondi, Starr decise di portare il gruppo nel suo studio il giorno seguente per registrare quello che sarebbe diventato il loro album di debutto: Candy Girl. Registrato alla fine del 1982 e pubblicato nel 1983 con la Records Starr Streetwise, nell'album ci sono successi come "Is This The End", "Popcorn Love", "Jealous Girl" e "Candy Girl", che arrivò al numero uno sia nella classifica americana R & B che nella classifica inglese.
Per motivi finanziari, i New Edition si staccarano da Starr, firmando un contratto con Steven Machat. Con il nuovo produttore, i New Edition pubblicarono il loro secondo album: New Edition. Da questo album si possono estrarre successi come "Cool It Now" e "Mr. Telephone Man".
Nel 1985, il gruppo di Boston pubblicò l'album "All for Love". L'album ha vinto un disco di platino e contiene successi come "Count Me Out", "A Little Bit Of Love (Is All It Takes)" e "With You All the Way".
Il gruppo diventava sempre più popolare, tanto che fecero una comparsa nel film "My secret" (Il mio segreto) di Krush Groove.
A fine anno, il gruppo afro-americano pubblicò "Christmas All Over The World".

### 1986: Bobby Brown viene escluso dal gruppo
Nel dicembre del 1985, il gruppo si sentiva sotto pressione. Il gruppo votò per cacciare Bobby Brown per problemi comportamentali. Bobby Brown intraprese la carriera da solista, mentre il gruppo continuò a promuovere "All for love" come quartetto. Il gruppo è poi apparso nella puntata di Supercar intitolata Knight Song, dove il gruppo si esibì cantando Count Me Out. Verso la fine del 1986, i New Edition eseguirono una cover della canzone Earth Angel dei The Penguins del 1954, per la colonna sonora del film Karate Kid II - La storia continua. La canzone ha raggiunto la ventunesima posizione ed ha ispirato il gruppo a incidere un nuovo album Under the Blue Moon nel 1987.

### 1987-1989: L'introduzione di Johnny Gill
Dopo l'uscita di Bobby Brown, il futuro del gruppo cominciava a diventare incerto perché giravano voci che il cantante del gruppo Ralph Tresvant stesse guardando ad una carriera da solista. Siccome si pensava che il cantante stesse per lasciare il gruppo, i restanti membri decisero di prendere Johnny Gill. Johnny Gill è l'unico membro del gruppo che non è originario di Boston, bensì Washington. Alla fine Ralph Tresvant decise di rimanere nel gruppo.
Nell'estate del 1988, il gruppo incise un nuovo album chiamato Heart Break. In questo album si trovano le canzoni If It Isn't Love, N.E. Heart Break, Crucial, You're Not My Kind of Girl e Can You Stand the Rain. L'album si aggiudicò un doppio disco di platino negli Stati Uniti, con circa 4 milioni di copie vendute. Il successo di Heart Break lanciò il gruppo in una serie di concerti di grande successo anche negli ultimi mesi del 1988, con l'ex membro Bobby Brown all'apertura dei loro concerti.

## Membri[2]
- Ricardo "Ricky" Bell
- Michael Bivins
- Robert Barisford "Bobby" Brown (n. Roxbury, Massachusetts, 5 febbraio 1969)
- Ralph Tresvant
- Ronnie DeVoe
- Johnny Gill (n. Washington, 22 maggio 1966)

## Discografia

### Album
- 1983: Candy Girl, (Warlock Records) (RIAA Platinum)
- 1984: New Edition, (MCA) (RIAA 2x Platinum)
- 1985: Christmas All Over The World, (MCA)
- 1985: All for Love, (MCA) (RIAA Platinum)
- 1987: Under The Blue Moon, (MCA) (RIAA Gold)
- 1988: Heart Break, (MCA)  (RIAA 2x Platinum)
- 1991: Greatest Hits, Vol. 1, (MCA)
- 1996: Home Again, (MCA)  (RIAA 2x Platinum)
- 2004: One Love, (Bad Boy) (RIAA Gold)
- 2004: Hits, (Geffen Records)
- 2005: 20th Century Masters: The Millennium Collection: The Best Of New Edition, (Geffen Records)

### Singoli
- 1983 "Candy Girl" numero 1 (Album: Candy Girl)
- 1983 "Is This The End" (Candy Girl)
- 1984 "Popcorn Love" numero 25 numero 43 (Candy Girl)
- 1985 "Cool It Now" numero 4 numero 1 numero 19 (New Edition)
- 1985 "My Secret (Didja Git It Yet?)" numero 27 (New Edition)
- 1985 "Mr Telephone Man" numero 12 numero 1 numero 19 (New Edition)
- 1985 "Lost in Love" numero 35 numero 6 (New Edition)
- 1985 "Kind Of Girls We Like" numero 87 (New Edition)
- 1985 "Count Me Out" numero 51 numero 2 (New Edition)
- 1986 "A Little Bit Of Love" numero 38 numero 3 (All for Love)
- 1986 "With You All the Way" numero 51 numero 7 (All For Love)
- 1986 "Earth Angel" numero 3 (Under The Blue Moon)
- 1986 "Once In a Lifetime Groove" numero 10 (Running Scared Soundtrack)
- 1986 "Tears on My Pillow" numero 41 (Under the Blue Moon)
- 1987 "Helplessly In Love" numero 20 (Dragnet)
- 1988 "If It Isn't Love" numero 7 numero 2 (Heart Break)
- 1988 "You're Not My Kinda Girl" numero 95 numero 3 (Heart Break)
- 1989 "Can You Stand The Rain" numero 44 numero 1 (Heart Break)
- 1989 "Crucial" numero 4 numero 70 (Heart Break)
- 1989 "N.E. Heart Break" numero 13 (Heart Break)
- 1996 "Hit Me Off" numero 3 numero 1 numero 20 (Home Again)
- 1996 "You Don't Have To Worry" / "Still In Love With You" numero 7 numero 7 (Home Again)
- 1997 "One More Day" numero 61 numero 22 (Home Again)
- 1997 "Something About You" numero 16 (Home Again)
- 2004 "Hot 2Nite" numero 87 numero 35 (One Love)

## Filmografia

### Televisione
- Supercar, (4x11) (1985)            * Otto sotto un tetto, (8×9) (1996)